# SxOxU (アルバム)
『SxOxU』（ソウ）は、2009年12月2日に発売された、GOING UNDER GROUNDの松本素生のソロプロジェクトSxOxUの1stアルバム。松本素生のソロデビューアルバムである。

## 概要
- 全曲英語詞であり、作詞は新美香が担当。
- ジャケットには「This is my lovely daughter」「This is my daddy」と記載されている。

## 収録曲
1. Don't want to be alone
作詞 : Mika Arata 作曲 : SxOxU
2. Funny Sunny Day (English ver.)
作詞 : Mika Arata 作曲 : SxOxU
日本語版の「REBORN Japanese ver.」は本アルバムには未収録。
3. Roller Coaster
作詞 : Mika Arata 作曲 : SxOxU
4. Summer's gone
作詞 : Mika Arata 作曲 : SxOxU
先行配信シングル。
5. VOID
作詞 : Mika Arata、SxOxU  作曲 : SxOxU
6. Departure
作詞 : Mika Arata 作曲 : SxOxU
7. Remember
作詞 : Mika Arata 作曲 : SxOxU
8. Don't want to be alone＜acoustic version＞
作詞 : Mika Arata 作曲 : SxOxU

## 演奏
- ヒダカトオル (BEAT CRUSADERS)：Producer
- 田渕ひさ子 (ナンバーガール、bloodthirsty  butchers、toddle)：Guitars
- 岩崎なおみ：Bass
- みずえ (つしまみれ)：Drums
- 藤原寛 (andymori)：Bass
- 後藤大樹 (andymori)：Drums
- 吉村秀樹 (bloodthirsty butchers)：Acoustic Guitar
- マシータ (BEAT CRUSADERS)：Drum Technician